# Clobazam
Clobazam (được bán dưới tên thương hiệu Frisium, Urbanol, Onfi và Tapclob) là một loại thuốc nhóm benzodiazepine được cấp bằng sáng chế vào năm 1968  và đã được bán trên thị trường dưới dạng thuốc giải lo âu từ năm 1975  và thuốc chống co giật từ năm 1984.

## Sử dụng trong y tế
Clobazam được sử dụng cho bệnh động kinh. Không rõ liệu có bất kỳ lợi ích nào đối với clobazam so với các thuốc chống động kinh khác cho trẻ em bị động kinh Rolandic hoặc các hội chứng động kinh khác. 
Kể từ năm 2005, clobazam được chấp thuận ở Canada để sử dụng bổ sung trong thuốc bổ - thuốc bổ, thuốc co giật một phần phức tạp và cơ tim. Clobazam được chấp thuận cho điều trị bổ trợ trong các cơn động kinh một phần phức tạp  một số loại động kinh trạng thái, đặc biệt là cơ tim, cơ tim-vắng mặt, một phần đơn giản, một phần phức tạp và các loại thuốc bổ, và không có trạng thái vắng mặt. Nó cũng được phê duyệt để điều trị lo lắng. Ở Ấn Độ, clobazam được chấp thuận để sử dụng như một liệu pháp bổ trợ trong điều trị động kinh và lo lắng cấp tính và mãn tính. Tại Nhật Bản, clobazam được chấp thuận cho điều trị bổ trợ trong điều trị động kinh kháng trị với các cơn động kinh từng phần phức tạp. Ở New Zealand, clobazam được bán trên thị trường với tên Frisium  Tại Vương quốc Anh clobazam (Frisium) được chấp thuận trong thời gian ngắn (2 tuần4) để giảm lo âu cấp tính ở những bệnh nhân không đáp ứng với các thuốc khác, có hoặc không bị mất ngủ và không có trầm cảm lâm sàng không kiểm soát. Nó không được chấp thuận ở Mỹ cho đến ngày 25 tháng 10 năm 2011, khi nó được chấp thuận cho điều trị bổ sung các cơn động kinh liên quan đến Hội chứng Lennox-Gastaut ở bệnh nhân từ 2 tuổi trở lên.
Nó cũng được chấp thuận cho điều trị bổ trợ cho bệnh động kinh ở những bệnh nhân không đáp ứng với thuốc đầu tiên và ở những trẻ em chịu lửa với thuốc đầu tiên. Nó không được khuyến cáo sử dụng cho trẻ em trong độ tuổi từ sáu tháng đến ba tuổi, trừ khi có nhu cầu hấp dẫn. Ngoài chứng động kinh và lo lắng nghiêm trọng, clobazam còn được phê duyệt là thuốc bổ trợ ngắn hạn (2-4 tuần) trong bệnh tâm thần phân liệt và các rối loạn tâm thần khác để kiểm soát chứng lo âu hoặc kích động.
Clobazam cũng có sẵn dưới dạng hỗn dịch uống ở Anh, dưới tên thương mại là Tapclob.
Clobazam đôi khi được sử dụng cho động kinh chịu lửa. Tuy nhiên, điều trị dự phòng lâu dài đối với bệnh động kinh có những hạn chế đáng kể, quan trọng nhất là mất tác dụng chống động kinh do dung nạp có thể khiến việc điều trị lâu dài không hiệu quả. Do đó, các thuốc chống động kinh khác có thể được ưu tiên để kiểm soát lâu dài bệnh động kinh. Hơn nữa, các thuốc benzodiazepin có nhược điểm, đặc biệt là sau khi sử dụng lâu dài, gây co giật hồi phục sau khi ngừng điều trị đột ngột hoặc quá nhanh tạo thành một phần của hội chứng cai thuốc benzodiazepine.

## Chống chỉ định
Clobazam nên được sử dụng hết sức cẩn thận ở những bệnh nhân bị rối loạn sau:
- Bệnh nhược cơ
- Chứng ngưng thở lúc ngủ
- Các bệnh gan nặng như xơ gan và viêm gan [14]
- Suy hô hấp nặng

Benzodiazepines đòi hỏi biện pháp phòng ngừa đặc biệt nếu được sử dụng ở người già, trong khi mang thai, ở trẻ em, rượu, cá nhân ma túy phụ thuộc và các cá nhân có kèm theo rối loạn tâm thần.

## Hóa học
Clobazam là một 1,5-benzodiazepine, có nghĩa là vòng diazepine của nó có các nguyên tử nitơ ở vị trí 1 và 5 (thay vì 1 và 4 thông thường).
Nó không hòa tan trong nước và chỉ có sẵn ở dạng uống.

## Lịch sử
Clobazam được phát hiện tại Phòng thí nghiệm nghiên cứu Maestretti ở Milan và được xuất bản lần đầu năm 1969; Maestretti được mua lại bởi Roussel Uclaf  mà đã trở thành một phần của Sanofi.